# Powiat Hartberg-Fürstenfeld
Powiat Hartberg-Fürstenfeld (niem. Bezirk Hartberg-Fürstenfeld) – powiat w Austrii, w kraju związkowym Styria. Siedziba powiatu znajduje się w mieście Hartberg.

## Podział administracyjny
Powiat podzielony jest na 36 gmin, w tym trzy gminy miejskie (Stadt), dziewięć gmin targowych (Marktgemeinde) oraz 24 gminy wiejskie (Gemeinde).
| Miasta 1. Friedberg (2643) 2. Fürstenfeld (8848) 3. Hartberg (6764) Gminy targowe 1. Bad Waltersdorf (3897) 2. Burgau (1083) 3. Grafendorf bei Hartberg (3235) 4. Ilz (3754) 5. Kaindorf (3022) 6. Neudau (1536) 7. Pinggau (3128) 8. Pöllau (5958) 9. Vorau (4660) | Gminy 1. Bad Blumau (1637) 2. Bad Loipersdorf (1831) 3. Buch-St. Magdalena (2183) 4. Dechantskirchen (2005) 5. Ebersdorf (1282) 6. Feistritztal (2380) 7. Greinbach (1871) 8. Großsteinbach (1306) 9. Großwilfersdorf (2137) 10. Hartberg Umgebung (2237) 11. Hartl (2123) 12. Lafnitz (1487) 13. Ottendorf an der Rittschein (1596) 14. Pöllauberg (2011) 15. Rohr bei Hartberg (1415) 16. Rohrbach an der Lafnitz (2640) 17. Sankt Jakob im Walde (1008) 18. Sankt Johann in der Haide (2251) 19. Sankt Lorenzen am Wechsel (1420) 20. Schäffern (1346) 21. Söchau (1468) 22. Stubenberg (2244) 23. Waldbach-Mönichwald (1406) 24. Wenigzell (1403) |

(liczba mieszkańców 1 stycznia 2023)